# 伊薩克·比克曼
伊薩克·比克曼（英語：Isaac Beeckman，1588年12月10日—1637年5月19日），出生在荷兰共和国的米德尔堡，荷兰数学家、物理学家、哲学家。

## 生平
他在数学和物理学方面都有很高的造诣，他还曾经是笛卡尔的导师。

## 书籍
- Berkel, K. van. . Amsterdam: Rodopi. 1983. ISBN 9062039146. (in Dutch)
- Berkel, K. van (2013). Isaac Beeckman on Matter and Motion: Mechanical Philosophy in the Making, Philadelphia: Johns Hopkins University Press.